# تورو أوهيرا
تورو أوهيرا (大平透 أوهيرا تورو)؛ (24 سبتمبر 1929 - 12 أبريل 2016)، ممثل ياباني.

## أدواره في الأنمي

### مسلسلات أنمي تلفزيونية
- جازورا - جازورا
- الفتى برهان - هاتسو
- مندوب المبيعات الضاحك - فوكوزو موغورو
- أسوماتسو-كون (1988) - ديكابان
- ون بيس - غايمون
- باسيليسك - توكوغاوا إيه-ياسو

## أدواره في ألعاب الفيديو
- سلسلة كينجدوم هارتس
  - كينجدوم هارتس - عمدة بلدة الهالوين
  - كينجدوم هارتس 2 - عمدة بلدة الهالوين, دنجل
  - كينجدوم هارتس 358/2 دايز - دنجل
  - كينجدوم هارتس كودد - دنجل
  - كينجدوم هارتس بيرث باي سليب - دنجل
  - كينجدوم هارتس 3D: دريم دروب ديستانس - دنجل
- سول كاليبر 4 - دارث فيدر

## أدواره في الدبلجة اليابانية
- ذا سيمبسونز - هومر سيمبسون
- شركة المرعبين المحدودة - أستاذ أبو عنكبوت
- متمردو حرب النجوم - دارث فيدر (الصوت الأول)
- كلاب وقطط - ماستيف
- دار الفار - دنجل
- ميكي ماوس - دنجل

## وصلات خارجية
- تورو أوهيرا على موقع IMDb (الإنجليزية)
- تورو أوهيرا على موقع ميوزك برينز (الإنجليزية)
- تورو أوهيرا على موقع ديسكوغز (الإنجليزية)
- تورو أوهيرا على موقع قاعدة بيانات الفيلم (الإنجليزية)
- تورو أوهيرا على موقع كينوبويسك (الروسية)
- تورو أوهيرا على موقع ANN person (الإنجليزية)